# 白羊座VX
白羊座VX是一顆位於白羊座附近的紅矮星，距離地球25.1光年。它也是一顆變星。